# Italochrysa lata
Italochrysa lata is een insect uit de familie van de gaasvliegen (Chrysopidae), die tot de orde netvleugeligen (Neuroptera) behoort. 
Italochrysa lata is voor het eerst wetenschappelijk beschreven door Banks in 1910.